# خباط أبيض الزعانف
خباط أبيض الزعانف (الاسم العلمي: Chirocentrus nudus) (بالإنجليزية: Whitefin wolf-herring) هو نوع من الأسماك يتبع جنس الخباط من فصيلة الخباطات.